# Rhene cooperi
Rhene cooperi là một loài nhện trong họ Salticidae.
Loài này thuộc chi Rhene. Rhene cooperi được Roger de Lessert miêu tả năm 1925.